# MRD-klassen
MRD-klassen er en klasse af minerydningsdroner der hører under Søværnet. Fire af klassens oprindelige seks droner er nu udgået af flådens tal. De sidste to (MRD3 og MRD 4) er placeret i henholdsvis Flådestation Frederikshavn hvor MRD3 ligger oplagt og Flådestation Korsør hvor MRD4 forrettede stationstjeneste, indtil den i 2020 blev solgt. Dronerne var de første fjernstyrede skibe som Søværnet anskaffede til supplement til Flyvefisken-klassen, så minerydning kunne foregå uden at udsætte Søværnets personel for unødig fare. Dronerne kunne operere fjernstyret fra en moderenhed, typisk en Flyvefisken-klasse udrustet til MCM eller af en besætning på tre mand. Dronerne er desuden udrustet med en "Side scan sonar", der gør operatøren på moderskibet i stand til at se objekter på bunden meget tydeligt. MRD-klassen blev i 1998 erstattet af den nyere og større MSF-klasse.
| Pnt. | Navn | Kølen lagt | Søsat | Indgået | Navngivet af | Skæbne                                                | Kaldesignal |
| ---- | ---- | ---------- | ----- | ------- | ------------ | ----------------------------------------------------- | ----------- |
| MRD1 | -    | -          | -     | 1991    | -            | Oplagt i 2008                                         | -           |
| MRD2 | -    | -          | -     | 1991    | -            | Oplagt i 2008                                         | -           |
| MRD3 | -    | -          | -     | 1995    | -            | Oplagt i 2008                                         | -           |
| MRD4 | -    | -          | -     | 1995    | -            | Solgt internetauktion b2bAuctions.dk 28. oktober 2020 | -           |
| MRD5 | -    | -          | -     | 1996    | -            | Oplagt i 2008                                         | -           |
| MRD6 | -    | -          | -     | 1996    | -            | Oplagt i 2008                                         | -           |